# Cánh cung Ngân Sơn
Cánh cung Ngân Sơn – Yến Lạc là tên gọi chung cho hai dãy núi Ngân Sơn và dãy núi Yến Lạc, cấu tạo bằng granit, rhyonit, phiến sét, thạch anh, đá vôi. Cánh cung này nằm trên trung tâm nếp lồi Cốc Xô, và chạy dài khoảng 100 km từ Nậm Quét (Cao Bằng), qua phía đông của Bắc Kạn, xuống tới tận Lang Hít (Thái Nguyên). Phía đông cánh cung này là lưu vực các sông Bắc Giang, sông Nà Rì và sông Hiến (đều là phụ lưu của sông Tây Giang). Phía tây là lưu vực các sông Năng và sông Cầu.
Đây là một cánh cung liên tục. Phía bắc là khối núi Pia Oắc có đỉnh cao nhất là 1931 m ở Nguyên Bình, Cao Bằng. Tiếp đến là khối núi Ngân Sơn ở huyện Ngân Sơn, Bắc Kạn, có đỉnh cao nhất là 1262 m, là nơi bắt nguồn của sông Bắc Giang. Núi Cốc Xô cao 1131 mét liền với khối núi đá vôi Kim Hỷ ở Na Rì, Bắc Kạn. Tận cùng phía nam là dãy núi Lang Hít thuộc địa phận Thái Nguyên.